# Košarkarski Klub Krka Novo mesto
Il Košarkarski Klub Krka Novo mesto è la principale società di pallacanestro di Novo mesto, in Slovenia.
Gioca al Leon Štukelj Hall, e i suoi colori sociali sono il bianco e il verde.

## Storia
Dall'indipendenza della Slovenia e dalla creazione del campionato sloveno, il Krka è stata la prima squadra che ha strappato il titolo nazionale all'Olimpia Lubiana. Il primo titolo risale al 2000, seguito da quello del 2003. Nel 2003 il Krka ha anche raggiunto la finale di ULEB Cup, persa con una doppia sconfitta contro il Valencia Basket Club.
Tra i giocatori più importanti che abbiano vestito la maglia biancoverde si ricordano Sani Bečirovič e Matjaž Smodiš.

## Palmarès

### Titoli nazionali
- Campionato sloveno: 7

1999-2000, 2002-2003, 2009-2010, 2010-2011, 2011-2012, 2012-2013, 2013-2014
- Coppa di Slovenia: 4

2014, 2015, 2016, 2021
- Supercoppa slovena: 5

2010, 2011, 2012, 2014, 2016

### Titoli internazionali
- EuroChallenge: 1

2010-11
- ABA 2 Liga: 1

2017-2018, 2022-2023

## Roster 2021-2022
Aggiornato al 15 gennaio 2022.
|    | Naz.                   | Ruolo | Sportivo         | Anno | Alt. | Peso |  |
| -- | ---------------------- | ----- | ---------------- | ---- | ---- | ---- |  |
| 0  | Croazia (bandiera)     | AG    | Marko Arapović   | 1996 | 207  | 105  |  |
| 1  | Stati Uniti (bandiera) | AG    | Hasahn French    | 1998 | 201  | 109  |  |
| 2  | Stati Uniti (bandiera) | P     | T.J. Gibbs       | 1997 | 191  | 84   |  |
| 3  | Slovenia (bandiera)    | G     | Leon Stergar     | 2000 | 193  |      |  |
| 6  | Croazia (bandiera)     | P     | Rok Stipčević    | 1986 | 185  | 85   |  |
| 7  | Slovenia (bandiera)    | G     | Jure Špan        | 1995 | 193  | 79   |  |
| 9  | Slovenia (bandiera)    | G     | Andrej Stavrov   | 2001 | 196  |      |  |
| 10 | Slovenia (bandiera)    | AP    | Luka Medved      | 2001 | 200  | 93   |  |
| 11 | Slovenia (bandiera)    | AG    | Jan Kosi         | 1996 | 204  | 91   |  |
| 13 | Slovenia (bandiera)    | AG    | Jakov Stipaničev | 1999 | 208  |      |  |
| 23 | Slovenia (bandiera)    | AP    | Miha Škedelj     | 1999 | 202  | 93   |  |
| 24 | Slovenia (bandiera)    | G     | Luka Lapornik    | 1988 | 195  | 82   |  |
| 34 | Slovenia (bandiera)    | AC    | Jurij Macura     | 1998 | 211  | 102  |  |
| 77 | Slovenia (bandiera)    | G     | Jaka Klobučar    | 2003 | 196  |      |  |
| 99 | Stati Uniti (bandiera) | A     | Adonis Thomas    | 1993 | 201  | 105  |  |
|    | Slovenia (bandiera)    | G     | Miha Lapornik    | 1993 | 192  | 92   |  |

### Staff tecnico
| Allenatore: | Dalibor Damjanović |
| Assistente: | Matic Šiška        |

## Cestisti
- Dušan Stević 1997-1998